# ストックトン・ポーツ
ストックトン・ポーツ（英語: Stockton Ports）は、アメリカ合衆国カリフォルニア州サンホアキン郡ストックトンに本拠地をおくマイナーリーグのプロ野球チーム。MLBのオークランド・アスレチックス傘下ロウA級チームでカリフォルニアリーグ北地区に所属している。本拠地球場はバナー・アイランド・ボールパーク。

## 歴史
1941年にカリフォルニアリーグの創設と同時にストックトン・フライヤーズの名で結成されたが、太平洋戦争により人員が不足して2年で活動休止となる。
1946年からはストックトン・ポーツの名で再結成され、カリフォルニアリーグに加盟する。しかし、アメリカが不景気に陥っていた1972年には解散してしまう。
その後、1978年に復活し、シアトル・マリナーズと提携していたため、球団名はストックトン・マリナーズとなった。翌1979年からはミルウォーキー・ブルワーズと提携し、球団名もポーツに戻った。この頃はリーグの強豪球団として鳴らし、1980年代から1990年代の20年間に4回のリーグ優勝を飾り、プレーオフ進出の常連となった。
2000年から2年間は球団名がマッドビル・ナインに改称されたが、2002年には元のストックトン・ポーツに戻った。

## 過去の主な所属選手
- デーブ・ヘンダーソン
- デビッド・グリーン
- ダグ・ローマン
- アンディ・ビーン
- ボブ・ギブソン (1957年生の投手)
- ダグ・ジョーンズ (右投手)
- ディオン・ジェームズ
- カルロス・ポンセ
- デール・スウェイム
- タイラー・バンバークレオ
- グレン・ブラッグス
- フアン・ニエベス
- ダン・プリーサック
- ジム・モリス
- ゲイリー・シェフィールド
- ジョン・ジャーハ
- ティム・マッキントッシュ
- ナルシソ・エルビラ
- パット・リスタッチ
- デーブ・ニルソン
- フランク・ボーリック
- ジム・テータム
- ジェフ・シュワーズ
- ドウェイン・ホージー
- ジェフ・シリーロ
- マイク・マシーニー
- マーク・ロレッタ
- ティム・アンロー
- ブライアン・バンクス
- コーリー・ライドル
- ジェフ・ジェンキンス
- フェルナンド・ビーニャ
- バッキー・ジェイコブセン
- ベン・シーツ
- ブライアン・マレット
- マット・チルダース
- ベン・ブルサード
- ジョン・コロンカ
- ランディ・ルイーズ
- ジェイソン・ボッツ
- ジェイソン・ブルジョワ
- キャメロン・ロー
- エディンソン・ボルケス
- ニック・マセット
- ジョン・ダンクス
- ボビー・クロスビー
- カート・スズキ
- ダリック・バートン
- チャド・ブラッドフォード
- ダラス・ブレイデン
- ブラッド・ジーグラー
- ヒラム・ボカチカ
- ミルトン・ブラッドリー
- トラビス・バック
- グレゴリオ・ペティット
- クリフ・ペニントン
- 多田野数人
- ライアン・ウェブ
- マイク・ピアッツァ
- アンソニー・レッカー
- ジャスティン・セラーズ
- ジャスティン・デュークシャー
- アンドリュー・ベイリー
- ビン・マザーロ
- サム・デメル
- ボビー・クレイマー
- ドニー・マーフィー
- クリス・デノーフィア
- ジョシュ・ドナルドソン
- クリス・カーター (1986年生の外野手)
- エイドリアン・カーデナス
- ショーン・ドゥーリトル
- キース・フォーク
- リッチ・ハーデン
- サンティアゴ・カシーヤ
- ブレット・アンダーソン
- トレバー・ケーヒル
- ファウティノ・デロスサントス
- アーノルド・レオン
- マーク・エリス
- ジェマイル・ウィークス
- グラント・グリーン
- タイソン・ロス
- ココ・クリスプ
- コナー・ジャクソン
- ブレット・トムコ
- トラビス・ブラックリー
- イアン・クロール
- ジャスティン・マークス
- マックス・スタッシ
- マイケル・チョイス
- ブランドン・マッカーシー
- ダン・ストレイリー
- A.J.グリフィン
- ボー・シュルツ
- コリン・カウギル
- A.J.コール
- ブレイク・トレイネン
- アダム・ロサレス
- ジョシュ・レディック
- マックス・マンシー
- ブルース・マックスウェル
- アディソン・ラッセル
- ライアン・ダル
- マイケル・イノア
- ラウル・アルカンタラ
- アルベルト・カヤスポ
- クレイグ・ジェントリー
- リオン・ヒーリー
- チャド・ピンダー
- マット・オルソン
- ダニエル・ロバートソン (内野手)
- ブーグ・パウエル (外野手)
- ビリー・マッキニー
- エリック・オフラハティ
- ザック・ニール
- ココ・クリスプ
- ベン・ゾブリスト
- マット・チャップマン
- フランクリン・バレト
- ジェイコブ・ノッティンガム
- フィル・コーク
- エドワード・ムヒカ
- ドリュー・ポメランツ
- ジャロッド・パーカー
- テイラー・トンプソン
- ホセ・トーレス
- パット・ベンディット
- ディロン・オーバートン
- ダニエル・メンデン
- ルー・トリビーノ
- ダニー・バレンシア
- エリック・ソガード
- アリスメンディ・アルカンタラ
- リッチ・ヒル
- ヘンダーソン・アルバレス
- リアム・ヘンドリクス
- R.J.アルバレス
- ショーン・マネイア
- ダニエル・ゴセット
- マーカス・セミエン
- ジェイク・スモリンスキー
- ソニー・グレイ
- ジェシー・ハン
- クリス・バシット
- ジョシュ・フェグリー
- ライアン・バクター